# مادالینا گوژنا
 مادالینا گوژنا (انگلیسی: Mădălina Gojnea؛ زادهٔ ۲۳ اوت ۱۹۸۷) یک تنیس‌باز اهل رومانی است.